# Kanton Muzillac
Muzillac is een kanton van het Franse departement Morbihan. Het kanton maakt deel uit van het arrondissement Vannes.

## Gemeenten
Het kanton Muzillac omvatte tot 2014 de volgende gemeenten:
- Ambon
- Arzal
- Billiers
- Damgan
- Le Guerno
- Muzillac (hoofdplaats)
- Noyal-Muzillac

Na de herindeling van de kantons bij decreet van 21 februari 2014, met uitwerking op 22 maart 2015, omvat het kanton volgende 15 gemeenten:
- Muzillac
- Ambon
- Arzal
- Billiers
- Camoël
- Damgan
- Férel
- Le Guerno
- Marzan
- Nivillac
- Noyal-Muzillac
- Péaule
- Pénestin
- La Roche-Bernard
- Saint-Dolay